# Mohammed Daddach
Mohammed Daddach (en árabe: سيدي محمد دداش), (Guelta Zemmur, Sahara español 1957) es un activista y político saharaui.

## Biografía
Debido a su defensa de la autodeterminación del Sáhara Occidental ha sido encarcelado durante más de dos décadas por las autoridades marroquíes. En la actualidad Daddach se ha convertido en un símbolo importante del Sáhara Occidental. Denunció firmemente la violación de los derechos humanos en el Sáhara Occidental por parte de Marruecos, y trabajó incansablemente para denunciar la desaparición de centenares de saharauis tras la Marcha Verde en 1975.
Daddach fue detenido nuevamente en 1979, y condenado a muerte por haber tratado de unirse al Frente Polisario, movimiento de liberación del Sáhara Occidental. Su sentencia fue conmutada a cadena perpetua en 1994. En 1999, fue liberado por la amnistía real, después de años de campaña por su liberación por Amnistía Internacional y otras organizaciones de derechos humanos, como el grupo de saharauis AFAPREDESA.
En 2002 fue galardonado con el Premio Rafto por sus esfuerzos, y después de algunas dificultades para la obtención de un pasaporte, que finalmente fue capaz de ir a recoger el premio en Noruega, donde también se reunió con su madre por primera vez desde 1975, la cual reside actualmente en el exilio en los campamentos de refugiados de Tinduf, Argelia.
Ha sido de los pocos activistas saharauis que no han sido encarcelados durante las protestas políticas de mayo de 2005, denominadas "Intifada de la Independencia" por parte de simpatizantes saharauis. Sin embargo, ha sido presionado en repetidas ocasiones y acosado por los servicios de seguridad marroquíes desde su liberación.